# 貝澤哉
貝澤 哉（かいざわ はじめ、1963年3月 - ）は、日本のロシア文学者、翻訳家。
日本ロシア文学会理事、早稲田大学文学学術院教授。

## 経歴
1963年、東京都生まれ。1986年早稲田大学第一文学部露文科卒業、1992年同大学院博士課程単位取得満期退学。同年より早稲田大学専任講師。1995年から1996年にはモスクワ国立大学研究員、1996年より早稲田大学助教授、2001年より教授。『早稲田文学』編集人を務めた。

## 著書
- 『引き裂かれた祝祭　バフチン・ナボコフ・ロシア文化』（論創社） 2008年

### 共著
- 『二一世紀ロシア小説はどこへ行く 最新ロシア文学案内』（ボリス・ラーニンと共著、東洋書店、ユーラシア・ブックレット） 2013年
- 『ソローキンとペレーヴィン 対話する二つの個性』（ボリス・ラーニンと共著、東洋書店、ユーラシア・ブックレット） 2015年
- 『〈超越性〉と〈生〉との接続 近現代ロシア思想史の批判的再構築に向けて』（杉浦秀一,下里俊行共編、水声社） 2022年

## 翻訳
- 『印象主義運動』（レオニード・グリゴーリエヴィチ・アンドレーエフ、水声社） 1994年
- 『KGB(秘)調書 ヒトラー最期の真実』（V・K・ヴィノグラードフ,Ya・F・ポゴーニイ,N・V・チェプツォフ編、佐々洋子,鴻英良共訳、光文社） 2001年
- 『アウェイゲーム - 分析官アナスタシヤ・シリーズ』（アレクサンドラ・マリーニナ、光文社文庫） 2003年
- 『全体主義芸術』（イーゴリ・ゴロムシトク、水声社） 2007年
- 『カメラ・オブスクーラ』（ナボコフ、光文社古典新訳文庫） 2011年
- 『絶望』（ナボコフ、光文社古典新訳文庫） 2013年
- 『偉業』（ナボコフ、光文社古典新訳文庫） 2016年

## 出演
- NHK Eテレ「テレビでロシア語」2013年～